# Calopodinae
Calopodinae – podrodzina chrząszczy z podrzędu wielożernych i rodziny zalęszczycowatych. Liczy około 50 opisanych gatunków.

## Morfologia
Chrząszcze osiągające do 23 mm długości ciała. Głowa jest hipognatyczna. Oczy złożone są duże, silnie wykrojone. W wykrojeniach oczu leżą wzgórki na których osadzone są czułki. Często u obu płci są one piłkowane. Buduje je 11 członów, przy czym ostatni nie ma przewężeń ani wcięć. Przedpiersie ma krótki i ostry wyrostek. Panewki przednich bioder są z tyłu otwarte a w przednich kątach wyciągnięte w szpice skierowane ku szwom dzielącym przedpiersie od episternitów. Śródpiersie ma długi wyrostek międzybiodrowy szeroko rozsuwający biodra środkowej pary odnóży. Na powierzchni pokryw występują cztery pary słabo widocznych, zredukowanych do podłużnych wypukłości żeberek. Odwłok ma pięć widocznych z zewnątrz sternitów (wentrytów). Genitalia samców cechują się brakiem apodemy bazalnej (wydłużonej i wygiętej nasady) edeagusa oraz redukcją paramer.
Larwy mają wydłużone, koliste w przekroju, bardzo słabo zesklerotyzowane ciało, dochodzące do 40 mm długości.

## Ekologia i występowanie
Owady dorosłe są pyłkożercami. Przejawiają aktywność zmierzchową i bywają wabione do sztucznych źródeł światła. Larwy są saproksylofagami, żerującymi na butwiejącym drewnie iglastym i liściastym o wysokiej wilgotności.
Calopodinae rozprzestrzenione są głównie w Holarktyce, jednak przenikają też do krainy neotropikalnej i orientalnej. W Polsce stwierdzono dotąd tylko występowanie pniakowca piłkorożnego. W ościennej Słowacji oprócz niego występuje także Sparedrus testaceus.

## Taksonomia i ewolucja
Takson ten wprowadził w 1853 roku Achille Costa. Obejmuje około 50 opisanych gatunków, sklasyfikowanych w dwóch rodzajach:
- Calopus Fabricius, 1777 – pniakowiec
- Sparedrus Dejean, 1821

W zapisie kopalnym znany jest od cenomanu w kredzie. Z okresu tego pochodzi inkluzja Sparedrus archaicus w bursztynie birmańskim.